# Phoenix Ghost
Phoenix Ghost — барражирующий боеприпас, разработанный американской компанией Aevex Aerospace. По словам высокопоставленного представителя Министерства обороны США, обладает теми же возможностями, что и боеприпас Switchblade, разработанный AeroVironment. Данный дрон может быть использован для наблюдения с воздуха, однако его основное предназначение — атакующее. Член правления Aevex Aerospace и декан Института аэрокосмических исследований Митчелла Дэвид Дэптула рассказал, что дрон эффективен против среднебронированных наземных целей, может взлетать вертикально и находиться в полёте более шести часов, а также может применяться ночью благодаря наличию инфракрасных датчиков. Боеприпас компактен, может поместиться в рюкзак.
По словам представителей Министерства обороны США, Phoenix Ghost был разработан до российского вторжения на Украину 2022 года, однако создавался в соответствии с нуждами Вооружённых сил Украины в ходе боевых действий в Донбассе.

## Страны-эксплуатанты
- США

Карта операторов Phoenix Ghost.

- Украина — передано около 700 единиц по состоянию на весну 2022 года[9][10][6][11], затем ещё 1100 единиц было обещано осенью[12].